# Cæcum
Pour les articles homonymes, voir Caecum.
Le cæcum ou cécum est la première partie du côlon, et constitue un organe appartenant au système digestif de la plupart des Amniotes (mammifères, oiseaux). Il est formé d'un ou deux sacs auquel s'abouche l'orifice de la valvule iléocécale. C'est au niveau de cette valvule que l'iléon se déverse dans le côlon. Chez l'humain, l'appendice, qui peut donner l'appendicite, est appendu au cæcum. 

Le cæcum, partie initiale du côlon, à gauche dans l'image.

## Étymologie
Le terme cæcum vient du latin caecum intestinum, « intestin aveugle ».
Le terme grec ancien τυφλόν (ἔντερον) / tuphlón (énteron), « intestin bouché » est à l'origine du terme typhlite, l'inflammation du cæcum, à ne pas confondre avec l'appendicite.

## Différences interspécifiques
La taille du cæcum dépend du régime alimentaire de l'animal. Ainsi, les oiseaux ont généralement deux cæcums jumelés, alors que les perroquets n'ont pas de cæcum.
La plupart des mammifères herbivores ont un cæcum relativement large (le koala ayant le plus gros), abritant un grand nombre de bactéries, qui facilitent la digestion des fibres alimentaires (Microbiote intestinal), que les sucs digestifs ne peuvent digérer. Chez de nombreuses espèces, il est considérablement plus large que le côlon. Les ursidés sont dénués de cæcum. En revanche, les carnivores et les omnivores, dont le régime alimentaire ne contient que peu ou pas de matières végétales, ont un cæcum réduit. Les espèces de mammifères qui ne développent pas de cæcum comprennent les ratons laveurs, les ours et le panda roux.  

## Rapports
Les rapports du cæcum sont :
- en avant : la paroi abdoventrale ;
- en arrière : le muscle iliaque ;
- latéralement : la paroi abdominale ;
- médialement : l'iléon, l'appendice iléocécal (ou vermiforme).

Attention toutefois, la position de l'appendice vermiforme étant sujette à de nombreuses variations, on peut avoir un appendice rétrocécal, ou sous-cécal par exemple.